# Pieve di Soligo
Pieve di Soligo is een gemeente in de Italiaanse provincie Treviso (regio Veneto) en telt 11.542 inwoners (31-12-2004). De oppervlakte bedraagt 19,0 km², de bevolkingsdichtheid is 607 inwoners per km².
De volgende frazioni maken deel uit van de gemeente: Barbisano, Solighetto.

## Demografie
Pieve di Soligo telt ongeveer 4586 huishoudens. Het aantal inwoners steeg in de periode 1991-2001 met 13,6% volgens cijfers uit de tienjaarlijkse volkstellingen van ISTAT.
| Jaar | Inwoneraantal |
| ---- | ------------- |
| 1991 | 9393          |
| 2001 | 10.673        |

## Geografie
De gemeente ligt op ongeveer 132 m boven zeeniveau.
Pieve di Soligo grenst aan de volgende gemeenten: Cison di Valmarino, Farra di Soligo, Follina, Refrontolo, Sernaglia della Battaglia, Susegana.

## Geboren
- Beniamino Stella (1941), geestelijke en een kardinaal